# Tärhn, prince des étoiles
 (novembre 2014).
Si vous disposez d'ouvrages ou d'articles de référence ou si vous connaissez des sites web de qualité traitant du thème abordé ici, merci de compléter l'article en donnant les références utiles à sa vérifiabilité et en les liant à la section « Notes et références ».
Tärhn, Prince des étoiles est une série de bande dessinée de science-fiction créée par Bernard Dufossé, publiée de 1979 à 1986 dans la revue Djin puis dans Triolo et éditée en albums, simples puis doubles, par Glénat.

## Description

### Synopsis
David John Tärhn est un jeune officier de l'armée terrienne, qui va bientôt épouser sa fiancée Méléryle. On peut estimer, d'après des données fournies par l'album Planète oubliée, qu'il vit au XXXe siècle.
Il ignore qu'il est en fait l'héritier du trône de la planète Staroth, et que ses parents étaient des exilés morts dans une guerre mondiale. Le prince Arnak va se charger de le lui faire savoir en le faisant enlever, lui, Méléryle et (par accident) le pilote terrien Sargénor. Son but est double : d'une part, s'assurer de la mort de Tärhn dont il usurpe le trône ; d'autre part, lui arracher le secret des pouvoirs psychiques des rois de Staroth.
Tärhn réussit à se jouer d'Arnak et à reprendre son trône, mais il découvre bientôt qu'Arnak n'est pas son pire ennemi : c'est en fait la marionnette du malfaisant peuple Syrul, des télépathes qui visent l'hégémonie galactique.
Tärhn et ses amis (renforcés de la jolie Génoline sauvée dans l'espace, et plus tard, d'Arnak horrifié par ses propres alliés) vont dès lors lutter contre ces « grands méchants » aux méthodes abominables, dans le cadre d'un univers à la fois fabuleux et sinistre.

### Personnages
- David John Tärhn, prince de Staroth, jeune homme brun et élancé, doté de pouvoirs psis très développés.
- Méléryle, sa compagne. Belle jeune femme noire. Elle aussi, au fil de la série, acquiert des pouvoirs à mesure qu'elle s'accorde à l'esprit de son fiancé, puis lorsque Tärhn l'initie à son rôle de reine de Staroth.
- Sargénor, pilote de chasse terrien. Roux, dégingandé, hyperactif, tour à tour râleur et enjoué, c'est le ressort comique de la série. Amoureux transi de Génoline, il peut aussi déployer un courage impressionnant.
- Génoline, musicienne, fille de Ran Dakhön, le Grand Trophirès (amiral) d'Aldébaran[2]. Recueillie alors que son vaisseau spatial — très « space » — allait se désagréger, elle conquiert le cœur de Sargénor par sa beauté très particulière : Génoline a en effet des cheveux qui ressemblent à de petites feuilles rousses. Elle apprécie d'ailleurs très peu de les perdre lorsqu'elle découvre l'automne terrien !
- Arnak, prince félon de Staroth. Prototype du méchant de cape et d'épée, avec un bouc, des cheveux de jais, une cape, un pourpoint noir façon squelette, et un éternel sourire narquois. Grièvement brûlé dans le tome 3, Arnak réapparaît plus tard doté de prothèses cybernétiques et d'une grande aversion envers les Syruls dont il a réalisé la cruauté, ce qui le pousse à s'allier à Tärhn. Lui aussi amoureux de Génoline, il se dispute régulièrement avec Sargénor.
- Syrhan, chef suprême des Syruls. Identique à ses frères, il ne se distingue que par un œil cybernétique et une minerve.
- Siann[3]. Ce jeune homme énigmatique s'échappe d'un bagne syrul et vient implorer l'aide de Tärhn pour son peuple. Bien qu'apparemment sincère, il semble manipulé par un ennemi de Tärhn.

### Planètes
Par ordre d'apparition :
- La Terre, patrie adoptive de Tärhn, envahie par les Syruls, dévastée par une force cosmique[4].
- Staroth, un monde semi-aride avec deux particularités : d'une part, l'air inhibe le sommeil ; d'autre part, le sol renferme des roches soporifiques[5].
- Mondes sans nom : une planète végétale[5], une Terre parallèle restée en 1916[5].
- Chan Ho, Mulgrav et Tabok[5]: ces trois mondes voisins, peuplés respectivement d'Asiatiques, de Blancs et de Noirs, sont en guerre permanente. Les héros leur enseigneront la tolérance.
- Aldébaran, seul monde qui résiste aux Syruls[2].
- Klystar, planète aquatique dénuée de soleil ; seul son minuscule noyau rocheux la réchauffe[5].
- Calypsae, monde désertique peuplé d'humains et de reptiles géants, jonché de carcasses d'insectes géants[6].
- Nekath, entourée d'une sphère d'attraction magnétique ; un cimetière spatial s'est formé autour d'elle, et l'un de ses peuples lui a construit une coquille de navires assemblés.

### Peuples
- Les Terriens (ou plutôt les humains puisqu'ils ont des cousins sur Chan Ho, Mulgrav, Hok, Calypsae - la civilisation guerrière des Altaries - etc.) sont parfaitement égaux à eux-mêmes, bien que vus sous un jour assez critique (ils sont belliqueux, inconscients et irrespectueux de la nature).
- Les Walkyres, habitants de Staroth, sont semblables aux humains, et interféconds avec eux (Tärhn aura un enfant de Méléryle). Seule différence, ils ont un don télépathique limité.
- Les Klystariens sont des humanoïdes à la peau pâle, dotés de branchies, de mains palmées et de nageoires atrophiées sur les bras et les jambes. Ils sont pacifiques et savants.
- Les Aldébaraniens sont humanoïdes, seule leur chevelure les distingue.
- De même les habitants de la Cité du Ciel ne se reconnaissent qu'à leurs oreilles allongées et à de petites excroissances qui prolongent leurs arcades sourcilières.
- Les Syruls sont grands, minces, chauves, lippus, le teint cuivré, les yeux dorés. Antipathiques au possible, ces puissants télépathes ne rêvent que de domination universelle. Ils ont des peuples alliés anonymes, dont un vaguement reptilien[7] et un autre plutôt simien et lourd de traits[3].
- Sur Nekath vivent des humains, et des singes évolués que l'on a conditionnés à bricoler sans cesse.
- S'y ajoute une légion de robots d'origine inconnue, qui attaque la cité du Ciel.

## Analyse

### Ambiance
La série mêle plusieurs styles. Si l'ensemble est plutôt un space opera épique (lutte pour le pouvoir, pouvoirs psi, planètes dévastées, vaisseaux spatiaux parfois gigantesques), on y trouve aussi de l'écologie (Calypsae est en grande partie perdue par la faute de ses colons ; Yscher recommande à Tärhn de ne pas repeupler la Terre, mais de la laisser se guérir seule). On lorgne vers le planet opera avec Klystar.
L'univers entier est plutôt sinistre : chaque planète a soit un peuple hostile, soit un secret abominable. Pourtant, l'auteur ménage beaucoup de pauses comiques avec Sargénor, ou par des détails : le cimetière spatial de Les Rêves d'Yscher inclut Ariane 4 et un fer à repasser géant. La Cité du Ciel contient également beaucoup de clins d'œil, d'effets comiques et de calembours. De façon générale, la série ne se prend jamais tout à fait au sérieux, entretenant un effet de décalage comique.
On peut retrouver une histoire et une réflexion très similaire à celle de La Cité du Ciel dans L'Âge de cristal.

## Publications

### Albums
- 1 Tärhn, prince des étoiles[8], Glénat, 1979
Scénario et dessin : Bernard Dufossé - (ISBN 2-7234-0115-4)
- 2 Klystar, planète océan, Glénat, 1980
Scénario et dessin : Bernard Dufossé - (ISBN 2-7234-0141-3)
- 3 Bataille pour Staroth, Glénat, 1980
Scénario et dessin : Bernard Dufossé - (ISBN 2-7234-0159-6)
- 4 Planète oubliée, Glénat, 1981
Scénario et dessin : Bernard Dufossé - (ISBN 2-7234-0196-0)
- 5 Syruls, menace pour la Terre, Glénat, 1981
Scénario et dessin : Bernard Dufossé - (ISBN 2-7234-0238-X)
- 6 La Cité du ciel, Glénat, 1982
Scénario et dessin : Bernard Dufossé - (ISBN 2-7234-0286-X)
- 7 Les Rêves d'Yscher, Glénat, 1983
Scénario et dessin : Bernard Dufossé - (ISBN 2-7234-0405-6)
- 8 : Siann Au-delà des ténèbres, Glénat, 1984
Scénario et dessin : Bernard Dufossé - (ISBN 2-7234-0458-7)
- 9 Au-delà des ténèbres : Athana, Glénat, 1987
Scénario et dessin : Bernard Dufossé - (ISBN 2-7234-0686-5)